# Mesoceration concavum
Mesoceration concavum är en skalbaggsart som beskrevs av Perkins 2008. Mesoceration concavum ingår i släktet Mesoceration och familjen vattenbrynsbaggar. Inga underarter finns listade i Catalogue of Life.